# Ochotona rufescens
A Pika-afegã (Ochotona rufescens) é um lagomorfo encontrada na Armênia, Irã, Turcomenistão, Afeganistão e Paquistão.